# Peperomia ollantaitambona
Peperomia ollantaitambona är en pepparväxtart som beskrevs av William Trelease. Peperomia ollantaitambona ingår i släktet peperomior, och familjen pepparväxter. Inga underarter finns listade i Catalogue of Life.